# Alfabeto fonético da OTAN
| Character | Morse Code | Telephony | Phonic (Pronunciation)          |
| --------- | ---------- | --------- | ------------------------------- |
| A         | ●−         | Alfa      | (AL-FAH)                        |
| B         | −●●●       | Bravo     | (BRAH-VOH)                      |
| C         | −●−●       | Charlie   | (CHAR-LEE) or (SHAR-LEE)        |
| D         | −●●        | Delta     | (DELL-TAH)                      |
| E         | ●          | Echo      | (ECK-OH)                        |
| F         | ●●−●       | Foxtrott  | (FOX-TROTT)                     |
| G         | −−●        | Golf      | (GOLF)                          |
| H         | ●●●●       | Hotel     | (HOH-TEL)                       |
| I         | ●●         | India     | (IN-DEE-AH)                     |
| J         | ●−−−       | Juliett   | (JEW-LEE-ETT)                   |
| K         | −●−        | Kilo      | (KEY-LOW)                       |
| L         | ●−●●       | Lima      | (LEE-MAH)                       |
| M         | −−         | Mike      | (MIKE)                          |
| N         | −●         | November  | (NO-VEM-BER)                    |
| O         | −−−        | Oscar     | (OSS-CAH)                       |
| P         | ●−−●       | Papa      | (PAH-PAH)                       |
| Q         | −−●−       | Quebec    | (KEH-BECK)                      |
| R         | ●−●        | Romeo     | (ROW-ME-OH)                     |
| S         | ●●●        | Sierra    | (SEE-AIR-RAH)                   |
| T         | −          | Tango     | (TANG-GO)                       |
| U         | ●●−        | Uniform   | (YOU-NEE-FORM) or (OO-NEE-FORM) |
| V         | ●●●−       | Victor    | (VIK-TAH)                       |
| W         | ●−−        | Whiskey   | (WISS-KEY)                      |
| X         | −●●−       | Xray      | (ECKS-RAY)                      |
| Y         | −●−−       | Yankee    | (YANG-KEY)                      |
| Z         | −−●●       | Zulu      | (ZOO-LOO)                       |
| 1         | ●−−−−      | One       | (WUN)                           |
| 2         | ●●−−−      | Two       | (TOO)                           |
| 3         | ●●●−−      | Three     | (TREE)                          |
| 4         | ●●●●−      | Four      | (FOW-ER)                        |
| 5         | ●●●●●      | Five      | (FIFE)                          |
| 6         | −●●●●      | Six       | (SIX)                           |
| 7         | −−●●●      | Seven     | (SEV-EN)                        |
| 8         | −−−●●      | Eight     | (AIT)                           |
| 9         | −−−−●      | Nine      | (NIN-ER)                        |
| 0         | −−−−−      | Zero      | (ZEE-RO)                        |

O alfabeto fonético da OTAN é o alfabeto de soletração mais utilizado no mundo. Embora chamados de "alfabetos fonéticos", alfabetos de soletração não têm conexão com sistemas de transcrição fonética como o alfabeto fonético internacional. Ao invés disso, o alfabeto da OTAN define palavras-chave para letras do alfabeto inglês por meio de um princípio acrofônico (Alpha para A, Bravo para B, etc.) para que combinações críticas de letras (e números) possam ser pronunciadas e entendidas por aqueles que transmitem e recebem mensagens de voz por rádio ou telefone, independente de seu idioma nativo, especialmente quando a segurança de navegação ou de indivíduos é essencial.
É informalmente conhecido como "alfabeto Zulu" na aeronáutica brasileira.

## Internacional

### Adoção
Depois que o alfabeto foi desenvolvido pela Organização da Aviação Civil Internacional, foi adotado por várias organizações internacionais como a Organização do Tratado do Atlântico Norte (OTAN), a União Internacional de Telecomunicações (UIT), a Organização Marítima Internacional (OMI), a Federal Aviation Administration (FAA) e o American National Standards Institute (ANSI). Deriva-se do muito mais antigo código internacional de sinais, que originalmente abrangia sinais visuais luminosos ou por bandeiras, sinais sonoros por apitos, sirenes, buzinas e sinos, assim como um, dois ou três códigos de letras para várias frases.
O mesmo código alfabético é utilizado por todas as agências, mas cada uma escolhe uma ou duas seleções diferentes de códigos numéricos. A OTAN utiliza as palavras numéricas padrão em inglês (zero, one, com pronúncias alternativas), enquanto a OMI utiliza palavras compostas (nadazero, unaone, bissotwo etc.). Na prática esses últimos são raramente usados, pois podem provocar confusão entre interlocutores de diferentes nacionalidades.

### OTAN
O nome comum do alfabeto (alfabeto fonético da OTAN) surgiu pois ele aparece na publicação Allied Tactical Publication ATP-1, Volume II: Allied Maritime Signal and Maneuvering Book, usado por todas as esquadras aliadas da OTAN, que adotaram uma forma modificada do Código Internacional de Sinais. Por este último permitir que mensagens fossem transmitidas por bandeiras ou código Morse, naturalmente denominou as palavras-chave usadas para transmitir mensagens faladas de "alfabeto fonético".
Desde que os sinais usados para facilitar as comunicações e táticas navais dos Estados Unidos e da OTAN se tornaram globais, o nome "alfabeto fonético da OTAN" tornou-se um consenso. No entanto, a publicação ATP-1 é classificada como confidencial, e consequentemente não está disponível para consulta pública. Há uma versão do documento disponibilizada a marinhas estrangeiras e até mesmo hostis, que, contudo, também não pode ser divulgada. No entanto, atualmente o alfabeto fonético já aparece em outros documentos militares internacionais não secretos.

## Alfabeto e pronúncia[4]
Nota: esta página contém alguns caracteres especiais e é possível que a impressão não corresponda ao artigo original.

### Letras
| Letra | Código   | Pronúncia (AFI)     | Pronúncia em português |
| ----- | -------- | ------------------- | ---------------------- |
| A     | alfa     | [ˈalfa]             | álfa                   |
| B     | bravo    | [ˈbravo]            | brávo                  |
| C     | charlie  | [ˈtʃali, ˈʃali]     | tcháli, cháli          |
| D     | delta    | [ˈdɛlta]            | délta                  |
| E     | echo     | [ˈɛko]              | éco                    |
| F     | foxtrot  | [ˈfɔkstrɔt]         | fóxtrot                |
| G     | golf     | [ˈɡɔlf]             | golf                   |
| H     | hotel    | [hoˈtɛl]            | hotél                  |
| I     | india    | [ˈɪndia]            | índia                  |
| J     | juliett  | [ˈdʒuliˈɛt]         | djúliet                |
| K     | kilo     | [ˈkilo]             | quílo                  |
| L     | lima     | [ˈlima]             | líma                   |
| M     | mike     | [ˈmai̯k]             | máic                   |
| N     | november | [noˈvɛmba]          | novémba                |
| O     | oscar    | [ˈɔska]             | ósca                   |
| P     | papa     | [paˈpa]             | papá                   |
| Q     | quebec   | [keˈbɛk]            | quebéc                 |
| R     | romeo    | [ˈromio]            | rômio                  |
| S     | sierra   | [siˈɛra]            | siéra                  |
| T     | tango    | [ˈtaŋɡo]            | tángo                  |
| U     | uniform  | [ˈunifɔm, ˈjunifɔm] | únifom, iúnifom        |
| V     | victor   | [ˈvɪkta]            | vícta                  |
| W     | whiskey  | [ˈwɪski]            | uísqui                 |
| X     | xray     | [ˈɛksrei̯]           | écsrei                 |
| Y     | yankee   | [ˈjaŋki]            | iánqui                 |
| Z     | zulu     | [ˈzulu]             | zúlu                   |

### Algarismos
A pronúncia dos dígitos 3, 4, 5 e 9 difere do inglês padrão - sendo pronunciado tree, fower, fife, e niner. O dígito 3 é especificado como tree de forma que não seja pronunciado "sri"; a pronúncia do 4 é alongada; 5 é pronunciado com um segundo "f" porque a pronúncia normal com um "v" é facilmente confundida com “fire” (um comando para atirar); e o 9 tem uma sílaba extra para mantê-lo distinto do nein, “não” em alemão.
| Número | Código | Pronúncia (AFI) | Pronúncia em português |
| ------ | ------ | --------------- | ---------------------- |
| 0      | zero   | [ˈziro]         | zírô                   |
| 1      | one    | [ˈwan]          | uán                    |
| 2      | two    | [ˈtu]           | tú                     |
| 3      | three  | [ˈtri]          | trí                    |
| 4      | four   | [ˈfoa]          | fôa                    |
| 5      | five   | [ˈfai̯f]         | fáif                   |
| 6      | six    | [ˈsɪks]         | sícs                   |
| 7      | seven  | [ˈsɛvən]        | sévn                   |
| 8      | eight  | [ˈei̯t]          | êit                    |
| 9      | nine   | [ˈnai̯na]        | náina                  |